# Paradas
Paradas è un comune spagnolo di 7 040 abitanti situato nella comunità autonoma dell'Andalusia.